# Rou jia mo
El rou jia mo, a veces roujiamo, es una comida callejera consumida ampliamente en China, especialmente en la provincia de Shaanxi. Puede hacerse con carne de cerdo estofada varias horas en una sopa consistente en unos 20 tipos de especias y condimentos. Aunque es posible usar solo unas pocas especias (muchos vendedores lo hacen), el plato resultante es menos sabroso. En la zonas musulmanas de Xi'an suele usarse carne de ternera (preparada al estilo kebab con comino y pimienta), y a menudo en Gansu de cordero. 

## Características
La carne se corta fina, se mezcla con cilantro y pimienta suave y se rellena en un mo, un tipo de pan plano. El mo auténtico se hace con un rebozado de harina de trigo que se remueve repetidamente durante un periodo de tiempo largo y entonces se hornea en un horno de arcilla o barro, aunque actualmente en muchas partes de China se hace en una sartén o en olla a presión (algunos incluso sustituyen el mo por un bollo al vapor), cambiando significativamente el sabor respecto a la versión tradicional. Dependiendo de las especias usadas para preparar la carne y la forma de elaboración del pan, el sabor del rou jia mo cambia enormemente de un vendedor a otro y de una región a otra.
Puede encontrarse a la venta en muchos puestos callejeros o cerca de las mezquitas. Algunos de ellos lo llaman la zhi rou jia mo (o lazhi roujiamo, chino: 腊汁肉夹馍), que significa simplemente ‘rou jia mo con gravy especial’, y algunos otros lo llaman bai ji la zhi rou jia mo (o baiji lazhi roujiamo), es decir ‘rou jia mo con gravy especial en pan’ (el bai ji es un tipo de pan).

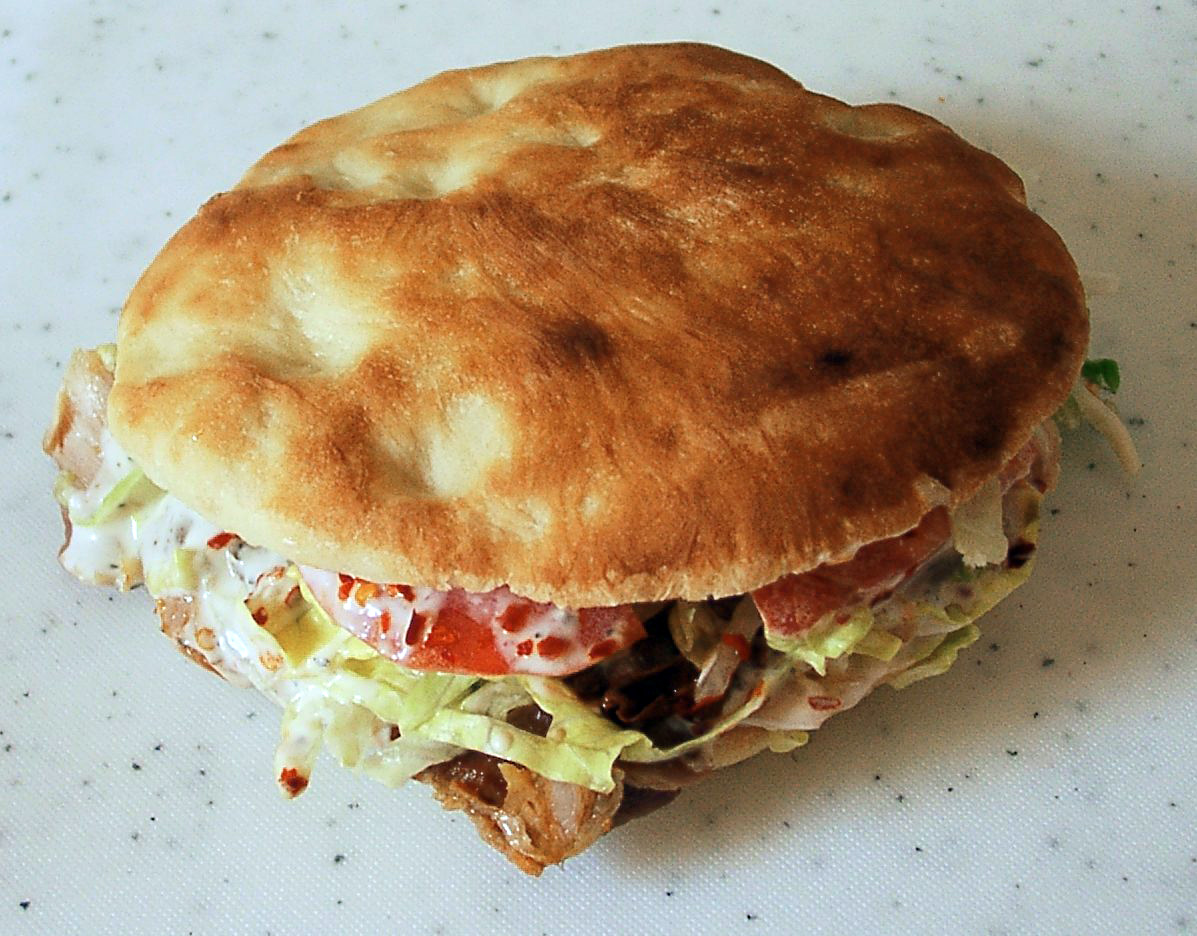
Roujiamo turco: döner kebab en pita.

Otro roujiamo es en realidad un döner kebab en pita, llamado roujiamo turco (chino: 土耳其肉夹馍). 

## Historia
El rou jia mo puede considerarse el sándwich o hamburguesa más antiguo del mundo, ya que su historia se remonta a la dinastía Qin (221–206 a. C.) y la de la carne a la dinastía Zhou (1045–256 a. C.) Aunque actualmente es muy popular en la comunidad musulmana, fue inventado por los chinos han, habiéndose limitado los musulmanes a sustituir el cerdo por ternera o cordero.